# Alexander Bunbury
Alexander Bunbury, mais conhecido por Alex Bunbury, (Plaisance - Guiana, 18 de Junho de 1967) é um futebolista canadiano que actuava na posição de avançado. Começou a jogar futebol no Canadá, tendo se transferido para o West Ham em 1992. Em 1993 assina contrato com o CS Marítimo, tendo realizado seis épocas pela equipa madeirense. É o melhor marcador de sempre do CS Marítimo na Primeira Liga. É o quinto futebolista canadiano com mais internacionalizações.[carece de fontes?] Em 2006 entrou para o Canadian Soccer Hall of Fame.